# Ivo Kuljis
Ivo Mateo Kuljis Füchtner (Santa Cruz de la Sierra, 19 de agosto de 1953) es un empresario y político boliviano de ascendencia croata. Actualmente es propietario de Red Uno de Bolivia, Banco Económico y la cadena de supermercados Hipermaxi.

## Primeros años de vida y educación
Ivo Kuljis nació el 19 de agosto de 1953, hijo de Mateo Kuljiš y Aida Fuchtner, en la Maternidad Eva Perón de Santa Cruz de la Sierra. De niño, vivió en una casa grande en el barrio El Arenal. Estudió la escuela primaria en el Colegio La Salle. Al salir de La Salle, se mudó al internado Muyurina en Montero, donde comenzó su interés por la agricultura, y se graduó de all con una licenciatura en agronomía. Mientras estudiaba en Muyurina, ganó las competencias de lanzamiento de peso y natación estilo libre en las olimpiadas escolares.
En su último año de secundaria, se unió al reclutamiento premilitar con su amigo Zvonko Matković.
En 1972, tras obtener el bachillerato, viajó a Niterói, ciudad vecina a Río de Janeiro, donde cursó estudios superiores. En la Universidad Federal Fluminense, se graduó en Economía y regresó a Santa Cruz con la intención de desarrollar su ciudad natal.
Después de fundar Kupel, se convirtió en profesor de la Universidad Autónoma Gabriel René Moreno como jefe del curso de Introducción a la Economía.

## Trayectoria

### Trayectoria empresarial
Sus emprendimientos comenzaron a una temprana edad: a los 8 años, consiguió un pollo de un veterinario por 30 pesos bolivianos y recuperó el dinero vendiendo los huevos. Más tarde, en la década de 1960, trabajó en la tienda Manaco, propiedad de su padre, donde solía ayudar en fechas especiales como la Navidad, cuando la clientela aumentaba. Esto le valió el apodo de infancia de «Manaquito».
Aprovechando los conocimientos adquiridos durante su estancia en Muyurina, comenzó a dedicarse más a la agricultura, donde construyó chozas dedicadas a la cría de animales y a la producción de maíz, trigo, soja, algodón, sorgo y otros cultivos. Fue tesorero de su curso y organizador de fiestas, kermeses e incluso un viaje, además de utilizar sus recursos para construir una escuela y otras obras sociales.
En 1976, comenzó a construir lo que sería la empresa papelera Kupel. Las divergencias entre Kuljis y Cristóbal Roda, este último constructor de fábricas, le advirtieron a Kuljis que la fábrica de Kupel no se construiría en un plazo inferior a siete a diez meses. Kuljis insistió en que la tendría lista en 90 días y, de no cumplirse el plazo, debía pagar 3000 dólares a Cristóbal Roda. Su equipo logró presentar la fábrica terminada a los 89 días, un día antes dle vencimiento del plazo, y Roda pagó a Kuljis los 3000 dólares prometidos. Kupel fabricaba papel higiénico, toallas sanitarias, pañales desechables, toallas sanitarias y cajas de cartón, entre otros productos, y generó mano de obra a más de 300 personas.
En 1978, ayudó a lanzar El Mundo, el primer diario a color de Bolivia, siendo su vicepresidente durante diez años. En 1979, fundó PROTEL (Producciones Gráficas y Televisivas), que producía programas para Televisión Boliviana, con los sistemas de producción de video y televisión más avanzados disponibles en ese momento. La empresa produjo comerciales, documentales y el resumen semanal Telesemana para el canal estatal. En 1980, PROTEL se convirtió en la base de lo que luego sería Red Uno de Bolivia. Comenzó transmisiones de prueba experimentales a principios de la década de 1980, pero fue cerrado por falta de legislación. Más tarde, el 2 de febrero de 1984, fundó Cruceña de Televisión, cuyas transmisiones comenzaron efectivamente el 1 de abril del mismo año. Kupel entró en una nueva etapa al iniciar una planta de reciclaje de papel. La crisis de principios de los años 1980 dejó a Kupel intacta, pero tuvo que entregarla a manos de un sindicato para evitar la escalada de una crisis. Los trabajadores de la COB amenazaron con cerrar la planta, a lo cual Kuljis estaba en contra. En el campo agrícola, creó Avicruz, una instalación de incubación. En 1984, creó la Universidad Privada de Santa Cruz de la Sierra, en un momento en que Bolivia enfrentaba una crisis educativa, y diversificó Kupel para incluir un programa de bachillerato y un equipo de baloncesto.
La legalización de la televisión privada en Bolivia condujo a la creación formal de la Unión Nacional de Organizaciones Televisivas (Red Uno), basándose en su emisora existente en Santa Cruz. Fundó el Banco Económico en 1989, que inició sus operaciones el 7 de febrero de 1991. En 1996, creó Canal Mágico, una cadena UHF para niños.
El 4 de agosto de 1995, inició el proyecto Corredor Bioceánico Bolivia Integrando América, donde posteriormente se dirigió al puerto de Santos para realizar un viaje en barco del Atlántico al Pacífico. Regresó a São Paulo y fue recibido por los habitantes de Santa Cruz de la Sierra, y posteriormente le fue entregada una medalla especial de manos del entonces presidente Gonzalo Sánchez de Lozada. El objetivo era estudiar la viabilidad de un ecocorredor para Bolivia.
En 2016, se convirtió en el único empresario en recibir el Decreto n.º 2887 para fabricar botellas de PET en un virtual monopolio. La norma afectó a EMPACAR. EMPACAR estableció una planta en Cochabamba en febrero de 2023 para fabricar botellas de plástico reciclado. En 2024, Kuljis, a través de EMPACAR, readquirió la planta de Kupel.

### Trayectoria política
Ivo Kuljis apoyó a Conciencia de Patria (CONDEPA), partido de Carlos Palenque, en las elecciones generales de Bolivia de 1993. El partido quedó en tercer lugar con el 14,29% de los votos. En 1997, lideró la campaña presidencial de Unidad Cívica Solidaridad, con Juan Chahín como compañero de fórmula, quedando en quinto lugar con el 16,11% de los votos. En ambos casos, utilizó Red Uno para promocionar su campaña. En 2002, fue compañero de fórmula del candidato de Nueva Fuerza Republicana, Manfred Reyes Villa. Utilizó el dinero del Canal Mágico, puesto a la venta, para financiar su campaña.
Si bien sus campañas electorales fueron vistas como fracasos, gracias a las relaciones que tuvo con los partidos con los que trabajó, su patrimonio aumentó.

## Vida personal
Se casó con Marilyn Cochamanidis Canelas en 1979; de esta unión tuvo cuatro hijos: Jessica, Ivo, Mateo y Juan Pablo.